# 厄蘇拉·拉德萬斯卡
厄蘇拉·拉德萬斯卡（英語：Urszula Radwańska，1990年12月7日—）是波蘭职业网球女运动员，2005年轉職業。她的WTA生涯最高單打排名為第29（2012年12月8日），她的姊姊阿格涅什卡·拉德萬斯卡，也是一位網球運動員。

## 外部連結
- 官方网站
- 厄蘇拉·拉德萬斯卡的国际女子网球协会官方資料（英文）
- 厄蘇拉·拉德萬斯卡的國際網球總會 職業／青少年 官方資料（英文）
- Fed Cup - Player profile - Urszula RADWANSKA (POL) （页面存档备份，存于）